# A Princesa e o Pirata
The Princess and the Pirate (bra/prt: A Princesa e o Pirata) é um filme estadunidense de 1944, dos gêneros aventura e comédia romântica, dirigido por David Butler e Sidney Lanfield.

## Enredo
Baseado em estória de Sy Bartlett, o filme conta a história de uma princesa que viaja incógnita em um navio para encontrar o futuro marido mas, em alto-mar, sua embarcação é atacada por piratas e ela é feita refém.

## Elenco
- Bob Hope como Sylvester
- Virginia Mayo como Margaret (voz cantando: Louanne Hogan)
- Walter Brennan como Featherhead
- Walter Slezak como La Roche
- Victor McLaglen como Gancho
- Marc Lawrence como Pedro
- Hugo Haas como senhorio
- Maude Eburne como latifundiária
- Adia Kuznetzoff como Don José
- Brandon Hurst como Sr. Pelly
- Tom Kennedy como Alonzo
- Stanley Andrews como capitão do "Mary Ann"
- Robert Warwick como o Rei
- Bing Crosby como plebeu no navio do rei

## Crítica atual
Segundo o crítico brasileiro Rubens Ewald Filho, o filme serviu para que o comediante Bob Hope faça uma paródia aos filmes de pirata numa estória sem muita lógica, mas que permite que Hope use de suas "gags" e trocadilhos no estilo da série "Road to..." que o ator fazia para a Paramount; segundo ele, tem uma boa produção e bom elenco de apoio.

## Prêmios e indicações
| Lista de prêmios e indicações | Lista de prêmios e indicações | Lista de prêmios e indicações | Lista de prêmios e indicações |
| Premiação                     | Categoria                     | Resultado                     |                               |
| ----------------------------- | ----------------------------- | ----------------------------- | ----------------------------- |
| Oscar 1945                    | Melhor direção de arte        | Indicado                      |                               |
| Oscar 1945                    | Melhor trilha sonora          | Indicado                      |                               |